# Athol Fugard
Athol Fugard (Middelburg, 11 giugno 1932 – Stellenbosch, 8 marzo 2025) è stato un drammaturgo, scrittore, attore e regista teatrale sudafricano.
Autore in lingua inglese, è conosciuto soprattutto per le sue opere teatrali contro il regime sudafricano dell'Apartheid e per il film del 2005 Tsotsi, tratto dal suo omonimo romanzo e vincitore dell'Oscar come miglior film straniero l'anno successivo.

## Biografia
Figlio di madre Afrikaner e padre irlandese, Athol Fugard ricevette un'istruzione cattolica nella città di Port Elizabeth, dove la sua famiglia si trasferì a partire dal 1935. Dopo aver frequentato un istituto tecnico locale, si iscrisse alla facoltà di Filosofia e Antropologia all'Università di Città del Capo, ma lasciò gli studi nel 1953, pochi mesi prima della laurea. Quindi girò l'Africa e l'Asia in autostop con un amico, e trovò lavoro su un battello a vapore in estremo oriente. Qui iniziò la sua attività di scrittore, celebrata nel 1999 nell'opera autobiografica The Captain's Tiger: a memoir for the stage.
Tornato in Sudafrica sposò nel 1956 Sheila Meiring, anch'essa studentessa a Città del Capo e destinata a una discreta carriera di scrittrice col nome di Sheila Fugard. 
Due anni dopo si trasferì a Johannesburg per lavorare alla Native Commissioners' Court; l'esperienza gli fece scoprire le ingiustizie dell'Apartheid e lo portò ai primi scontri con l'autorità. Per questo le opere di Fugard trovarono a lungo pubblicazione solamente all'estero.
Nel 1984 Athol Fugard ottenne anche una parte nel film Urla del silenzio, in cui interpretò il dottor Sundesval.
Nel 1982 mise in scena a Broadway il suo testo più famoso, Master Harold... and the Boys che gli valse una nomination ai Tony Awards di quell'anno. Il testo fu poi adattato alla televisione nel 1985 e per il cinema nel 2010. Nel 2006 il film Tsotsi diretto da Gavin Hood vinse il premio Oscar come miglior film straniero, mentre il 13 giugno 2011 Fugard stesso ha ricevuto il premio alla carriera assegnato annualmente nel contesto dei Tony Awards.
Nel 2005 fu insignito dell'Ordine di Ikhamanga d'argento "per i suoi eccellenti contributi e successi nel mondo del teatro" dal governo del Sudafrica. Era anche socio onorario della Reale Società di Letteratura.
Fugard è morto nel 2025.

## Vita privata
Era padre di Lisa Fugard, anche lei scrittrice.

## Opere

### Opere teatrali
- Klaas and the Devil (1956)
- The Cell (1957)
- No-Good Friday (1958)
- Nongogo (1959)
- Blood Knot (1961)
- Hello and Goodbye (1965)
- The Coat (1966)
- People Are Living There (1968)
- The Last Bus (1969)
- Boesman and Lena (1969)
- Friday's Bread on Monday (1970)
- Sizwe Banzi Is Dead (1972) (con John Kani e Winston Ntshona)
- The Island (1972) (con John Kani e Winston Ntshona)
- Statements After an Arrest Under the Immorality Act (1972)
- Dimetos (1975)
- Orestes (1978)
- A Lesson from Aloes (1978)
- The Drummer (1980)
- Master Harold...and the Boys (1982)
- The Road to Mecca (1984)
- A Place with the Pigs: a personal parable (1987)
- My Children! My Africa! (1989)
- My Life (1992)
- Playland (1993)
- Valley Song (1996)
- The Captain's Tiger: a memoir for the stage (1997)
- Sorrows and Rejoicings (2001)
- Exits and Entrances (2004)
- Booitjie and the Oubaas (2006)
- Victory (2007)
- Coming Home (2009)
- Have you seen Us (2009)
- The Train Driver (2010)

Ha inoltre pubblicato Notebooks, 1960-1977, una raccolta di riflessioni, pensieri, emozioni ed eventi che hanno ispirato alcune delle sue opere teatrali.

### Romanzi
- Tsotsi

## Filmografia

### Attore
Oltre che nella trasposizione di molte sue opere teatrali, Athol Fugard ha preso parte come attore alle seguenti produzioni:
- The guest: An Episode in the Life of Eugene Marais (1977)
- Meetings with Remarkable Men 1979)
- Marigolds in August (1980)
- Gandhi (1982)
- Urla del silenzio (The Killing Fields) (1984)
- Una vita da vivere (One Life to Live) (1988)

### Sceneggiatore
Le opere teatrali di Athol Fugard sono alla base di 11 film. Egli ha inoltre scritto sceneggiature per le seguenti pellicole:
- Zacharias, mijn broeder (1962)
- The guest: An Episode in the Life of Eugene Marais (1977)
- Marigolds in August (1980)
- Øya (1986)

## Riconoscimenti
- Tony Awards 2011 – Premio alla carriera (Lifetime Achievement Award)
- Premio imperiale 2014
- Candidatura ai Tony Awards 1982 per il miglior spettacolo per Master Harold... and the Boys